# Sparkasse der Gemeinde Egg

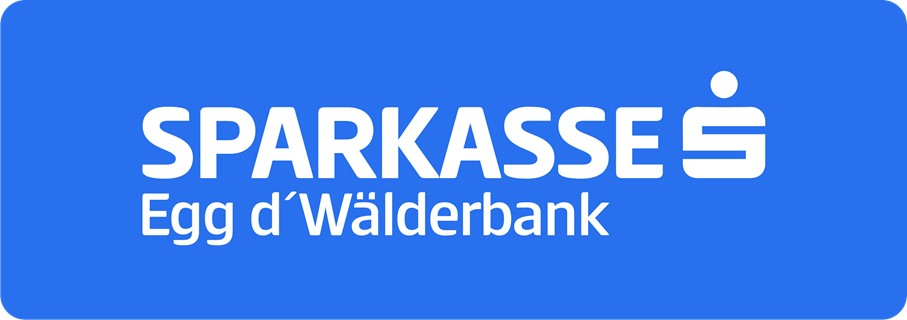
Logo der Sparkasse

Die Sparkasse der Gemeinde Egg ist eine Bregenzerwälder Bank mit Hauptsitz in Egg und Filialen in Schoppernau, Bezau und Hittisau. Sie ist auch als „d'Wälderbank“ (Name patentiert) bekannt. Die Sparkasse ist Mitglied des Kooperations- und Haftungsverbundes der österreichischen Sparkassen und des Österreichischen Sparkassenverbands.

## Gründungsgeschichte
Die Gründung erfolgte am 17. April 1873 auf genossenschaftlicher Basis – 65 Gründungsmitglieder (davon nur 26 aus Egg) zeichneten 245 Anteile mit einem Gesamtkapital von 10.475 Gulden. Der stark überregionale Charakter des Institutes kam auch in der Bestellung des ersten Aufsichtsrates zum Ausdruck. Die Generalversammlung wählte Mitglieder aus 8 verschiedenen Gemeinden der Talschaft in das Kontrollgremium. Bis 1904 war die Spar- und Vorschußkasse für Egg und Umgebung das einzige Institut in der Talschaft. Erst im Jahre 1907 erfolgte (damals vordergründig aus steuerlichen Überlegungen) die Umwandlung in eine Gemeindesparkasse. Die dafür notwendigen Genehmigungen durch die Behörde kamen Anfang November 1906. Nach Beendigung der Liquidation der Genossenschaft wurde das restliche Vermögen in den Reservefonds der Sparkasse übernommen. Mitte April 1907 konnte die Sparkasse der Gemeinde Egg eröffnet werden. 1972 wurde dann die erste Filiale in Schoppernau gegründet. Es folgten Filialen in Bezau (1979) und Hittisau (1982). Im Jahre 2002 erfolgte der Beitritt zum Haftungsverbund der österreichischen Sparkassen. Seit diesem Zeitpunkt sind die Kundengelder über die gesetzliche Einlagensicherung hinaus (bis 100 Prozent der Einlagen) gesichert.

## Gründungsgedanke
Die Sparkasse Egg ist mit Umwandlung in eine Gemeindesparkasse keine Institution der Gemeinde geworden, sondern ist trotzdem ein selbständiges Institut geblieben.
Da sie deshalb weder dem Staat noch der Gemeinde, noch privaten Personen oder Personengruppen gehört, gibt es also niemanden, der aus den Gewinnen einen persönlichen und unmittelbaren Nutzen ziehen könnte.
Die Gewinne der Sparkasse werden deshalb gemäß dem Gründungsauftrag ausschließlich für die Bildung von Sicherheitsrücklagen zum Schutz der Einleger und für Spenden karitativer und kultureller Art verwendet. Diese Aufgabe ist auch in der Satzung verankert.

## Bauliche Entwicklung der Hauptanstalt
Bis ins Jahr 1959 musste die Sparkasse mit 2 gemieteten Räumen auskommen, die Platznot wurde immer drückender. 1918 wurde im Ortszentrum (Nr. 11) ein Bauplatz erworben, der „bei gegebener Gelegenheit“ bebaut werden sollte. 1943 musste dieser Grund allerdings wieder verkauft werden. 1959 wurde ein eigenes Hauptanstaltsgebäude im Ortszentrum von Egg errichtet und bezogen. 1975 wurde dann die Hauptanstalt im Zuge der Verwirklichung eines Gemeinschaftsprojektes mit der Gemeinde Egg erweitert. 1993 erfolgte eine Adaptierung der Hauptanstalt und eine Anpassung an die neuen technischen und räumlichen Erfordernisse (SB-Zonen, Beratungszimmer, Foyers usw.). In jüngster Vergangenheit wurden dann alle Standorte der Sparkasse Egg saniert, um den Anforderungen an eine moderne und serviceorientierte Sparkasse (hellere und moderne Räume, noch mehr Beratungszimmer usw.) gerecht zu werden.

## Regionale und soziale Verantwortung
Die Sparkasse Egg nimmt den Auftrag der Gemeinwohlorientierung sehr ernst und unterstützt deshalb schon von Gründung an zahlreiche Institutionen und Vereine bei der Ausübung ihrer Tätigkeiten. Auch die Unterstützung der Jugend im Bregenzerwald ist der Sparkasse Egg ein großes Anliegen. Deshalb besteht schon seit vielen Jahren eine intensive Zusammenarbeit mit der Offenen Jugendarbeit Bregenzerwald.